# Guillaume Cizeron
Guillaume Cizeron (Montbrison, 12 novembre 1994) è un ex danzatore su ghiaccio francese medaglia d'argento alle Olimpiadi di Pyeongchang 2018 insieme con Gabriella Papadakis.
È stato inoltre quattro volte campione del mondo (2015, 2016, 2018 e 2019) e cinque volte campione europeo (dal 2015 al 2019), oltre ad essere stato sei volte campione nazionale francese (dal 2015 al 2020) e vincitore di due finali del Grand Prix (2017-18 e 2019-20).

## Biografia
Guillaume ha iniziato a danzare con Gabriella Papadakis, entrambi allenati dalla madre di quest'ultima, facendo il loro debutto juniores durante la stagione 2009-10. Reduci dal secondo posto ottenuto ai campionati mondiali di categoria, a partire dalla stagione 2013-14 iniziano a gareggiare a livello senior, vincendo l'anno dopo il loro primo titolo europeo e in seguito anche quello mondiale, oltre ad avere vinto pure il bronzo nella Finale Grand Prix. 
Per due volte consecutive campioni del mondo, a Helsinki 2017, con il ritorno alla competizione agonistica dei canadesi Tessa Virtue e Scott Moir, Cizeron e Papadakis si devono accontentare del secondo posto con un punteggio di 196.04 contro il punteggio di 198.62 realizzato dagli avversari. In precedenza gli stessi canadesi si erano aggiudicati pure la Finale Grand Prix 2016-17, relegando la coppia francese al secondo posto.
La stagione olimpica vede il primo trionfo nel Grand Prix, oltre a fare registrare il quarto campionato europeo vinto consecutivamente. Alle Olimpiadi di Pyeongchang 2018 Cizeron e Papadakis stabiliscono nel programma libero il nuovo record mondiale col punteggio 123.35, che però non è sufficiente per sconfiggere Tessa Virtue e Scott Moir, che per la loro seconda volta in carriera si laureano campioni olimpici. Col punteggio totale di 205.28 terminano quindi secondi dietro i canadesi (che ottengono 206.07 punti), mentre gli statunitensi Maia ed Alex Shibutani completano il podio con 192.59 punti. Ai Mondiali di Milano 2018, con Virtue e Moir assenti, vincono poi il loro terzo titolo iridato con un'altra prestazione record che li porta a totalizzare complessivamente 207.20 punti.
Cizeron e Papadakis conquistano per la quinta volta consecutiva la medaglia d'oro ai campionati europei imponendosi nell'edizione di Minsk 2019, dove tra l'altro migliorano nuovamente il record di tutti e tre i punteggi. Riescono a superarsi ancora una volta nel corso dei Mondiali di Saitama 2019, vincendo nettamente il loro quarto titolo e stabilendo i nuovi record dei tre punteggi.
Nel dicembre 2019, a Torino, la coppia francese si aggiudica per la seconda volta in carriera la finale del Grand Prix. Dopo cinque anni consecutivi di dominio ai campionati europei, a Graz 2020 si vedono superare dai russi Viktorija Sinicina e Nikita Kacalapov che li relegano al secondo posto con quattordici centesimi di differenza (220.28 il punteggio realizzato dai francesi).
Nel 2022 Papadakis/Cizeron vincono l'oro ai Giochi olimpici di Pechino.
Dopo tre stagioni lontano dalle competizioni, Cizeron ha annunciato che nella stagione 2025-26 sarebbe tornato alle gare con una nuova partner, la canadese Laurence Fournier Beaudry. I pattinatori, che con i precedenti partner per oltre un decennio erano stati compagni di allenamento nella Ice Academy di Montreal, gareggeranno per la Francia.
Cizeron ha anche iniziato a lavorare come coreografo. È stato lui a ideare il programma corto della giapponese Mone Chiba per la stagione 2025-26.

### Vita privata
Nel maggio 2020 ha fatto coming out, dichiarando la propria omosessualità in un'intervista su Têtu.

## Record

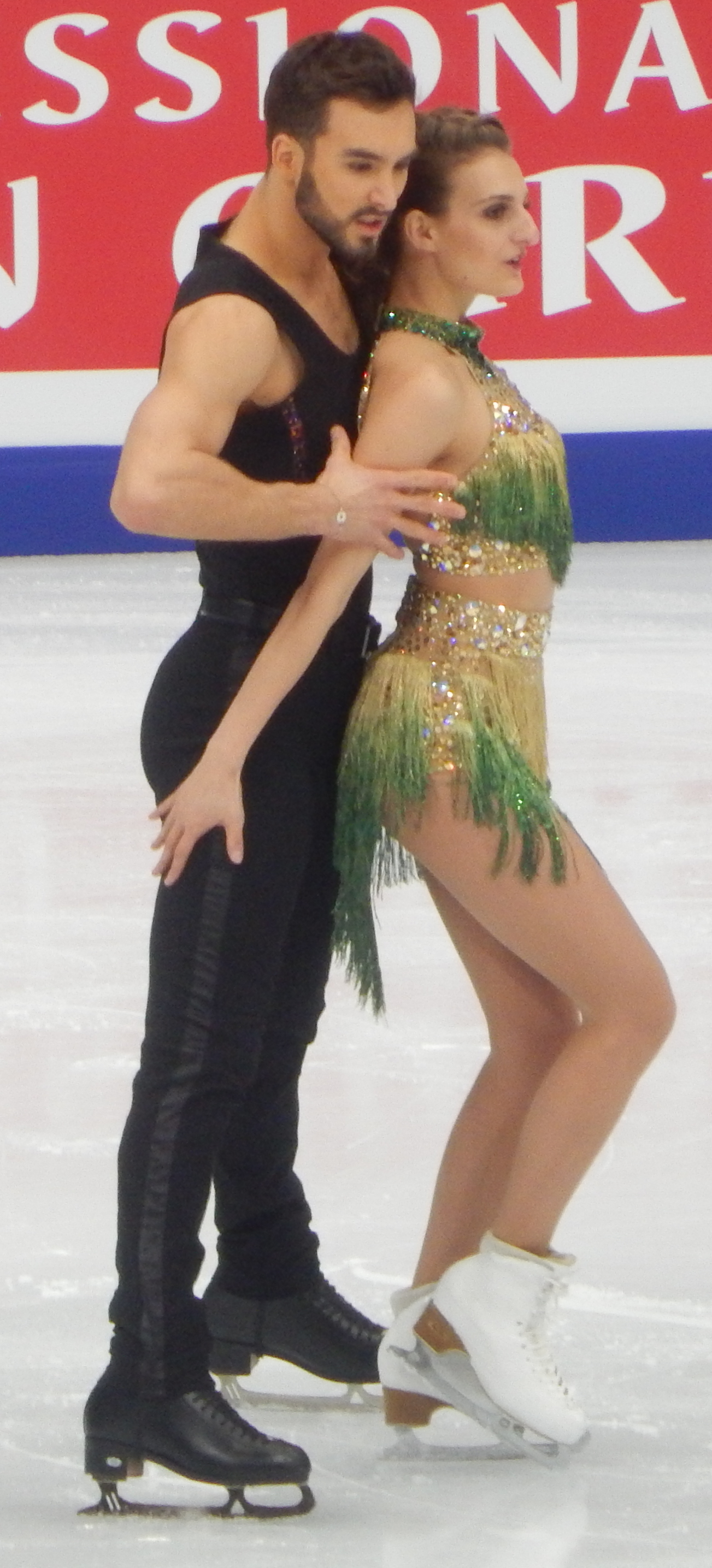
Gabriella Papadakis e Guillaime Cizeron durante la loro short dance dei campionati europei del 2018

La tabella che segue riassume la progressione dei record mondiali stabiliti dalla coppia Papadakis/Cizeron.
| Record dei punti totali     | Record dei punti totali | Record dei punti totali    | Record dei punti totali                                                                                   |
| Data                        | Punti                   | Evento                     | Note |
| --------------------------- | ----------------------- | -------------------------- | --- |
| 22 novembre 2019            | 226.61                  | NHK Trophy 2019            | Attuale record mondiale.                                                                                  |
| 12 aprile 2019              | 223.13                  | World Team Trophy 2019     | |
| 23 marzo 2019               | 222.65                  | Mondiali 2019              | |
| 26 gennaio 2019             | 217.98                  | Europei 2019               | |
| 24 novembre 2018            | 216.78                  | Internationaux France 2018 | Papadakis e Cizeron diventano la prima coppia di sempre a superare i 210 punti.                           |
| 24 marzo 2018               | 207.20                  | Mondiali 2018              | |
| 20 febbraio 2018            | 205.28                  | Olimpiadi 2018             | Superato da Tessa Virtue e Scott Moir durante la stessa competizione.                                     |
| 20 gennaio 2018             | 203.16                  | Europei 2018               | |
| 9 dicembre 2017             | 202.16                  | Finale Grand Prix 2017–18  | |
| 18 novembre 2017            | 201.98                  | Internationaux France 2017 | |
| 4 novembre 2017             | 200.43                  | Cup of China 2017          | Papadakis e Cizeron diventano la prima coppia di sempre a superare i 200 punti.                           |
| Record del programma corto  |                         |                            | |
| 22 novembre 2019            | 90.03                   | NHK Trophy 2019            | Attuale record mondiale.                                                                                  |
| 1º novembre 2019            | 88.69                   | Internationaux France 2019 | |
| 22 marzo 2019               | 88.42                   | Mondiali 2019              | |
| 25 gennaio 2019             | 84.79                   | Europei 2019               | |
| 23 novembre 2018            | 84.13                   | Internationaux France 2018 | |
| 23 marzo 2018               | 83.73                   | Mondiali 2018              | |
| Record del programma libero |                         |                            | |
| Data                        | Punti                   | Evento                     | Note |
| 23 novembre 2019            | 136.58                  | NHK Trophy 2019            | Attuale record mondiale.                                                                                  |
| 12 aprile 2019              | 135.82                  | World Team Trophy 2019     | |
| 23 marzo 2019               | 134.23                  | Mondiali 2019              | |
| 26 gennaio 2019             | 133.19                  | Europei 2019               | |
| 24 novembre 2018            | 132.65                  | Internationaux France 2018 | Papadakis e Cizeron diventano la prima coppia di sempre a ottenere più di 130 punti nel programma libero. |
| 24 marzo 2018               | 123.47                  | Mondiali 2018              | |
| 20 febbraio 2018            | 123.35                  | Olimpiadi 2018             | |
| 20 gennaio 2018             | 121.87                  | Europei 2018               | |
| 18 novembre 2017            | 120.58                  | Internationaux France 2017 | Papadakis e Cizeron diventano la prima coppia di sempre a ottenere più di 120 punti nel programma libero. |
| 4 novembre 2017             | 119.33                  | Cup of China 2017          | |
| 1 aprile 2017               | 119.15                  | Mondiali 2017              | |
| 31 marzo 2016               | 118.17                  | Mondiali 2016              | |

## Programmi
(con Papadakis)
| Stagione  | Short dance | Free dance | Esibizioni |
| --------- | --- | --- | --- |
| 2019-2020 | - Disco: I Can Do Anything Better Than You Can di S. Linzer & D. Wolfert eseguita da Maxime Rodriguez - Blues: Fame di Michael Gore, Dean Pitchford eseguita da Maxime Rodriguez e Ludivine Amado - Disco: Fame di Michael Gore, Dean Pitchford eseguita da Irene Cara | - Danny di Ólafur Arnalds - Find Me di Forest Black - Suspects di Ólafur Arnalds                                  | - For Island Fires and Family di Dermot Kennedy - Power Over Me di Dermot Kennedy                                       |
| 2018-2019 | - Tango: Oblivion di Astor Piazzolla eseguito da Gidon Kremer - Primavera Porteña di Astor Piazzolla eseguita da Gidon Kremer | - Duet di Rachael Yamagata - Sunday Afternoon di Rachael Yamagata                                                 | - Shape of You di Ed Sheeran - Thinking Out Loud di Ed Sheeran rimasterizzato da Karl Hugo                              |
| 2017-2018 | - Shape of You di Ed Sheeran - Thinking Out Loud di Ed Sheeran rimasterizzato da Karl Hugo | - Sonata al chiaro di luna di Ludwig van Beethoven - Adagio sostenuto eseguito da Steve Anderson - Presto agitato | - Pray You Catch Me di Beyoncé                                                                                          |
| 2016-2017 | - Blues: Bittersweet di Lene Riebau eseguita da Club des Belugas - Swing: Diga Diga Doo di Dorthy Fields, Jimmy McHugh eseguita da Big Bad Voodoo Daddy | - Stillness di Nest - Oddudua di Aldo Lopez Gavilan - Happiness Does Not Wait di Ólafur Arnalds                   | - Belvedere di James Gruntz                                                                                             |
| 2015-2016 | - Waltz: Charms (da W.E. - Edward e Wallis) di Abel Korzeniowski - March: Composition di Karl Hugo - Waltz and March: Charms (da W.E. - Edward e Wallis) di Abel Korzeniowski                                                                                          | - Rain, In Your Black Eyes di Ezio Bosso - To Build a Home di The Cinematic Orchestra                             | - Can't Feel My Face di The Weeknd - Belvedere di James Gruntz - Adagio from Concerto No. 23 di Wolfgang Amadeus Mozart |
| 2014-2015 | - Paso doble: Escobilla di Cristina Hoyos - Flamenco: Farruca di Cristina Hoyos | - Adagio from Concerto No. 23 di Wolfgang Amadeus Mozart                                                          | - Take Me to Church di Hozier - À Distance di Sylvain Cossette - All by Myself eseguita da Céline Dion                  |
| 2013-2014 | - Quickstep: Cool Cat in Town di Tape Five - Foxtrot: Burlesque | - Iron di Woodkid - Run Boy Run di Woodkid - Brotsjor di Ólafur Arnalds                                           | - Million Dollar di Lana Del Rey                                                                                        |
| 2012-2013 | - Blues: Minnie the Moocher - The Dirty Boogie | - Money di Pink Floyd - Hey You di Pink Floyd                                                                     | |
| 2011-2012 | - Rumba: Mondo Bongo di The Mescaleros - Cha Cha: Oye como va di Celia Cruz | Elvis Presley (medley): - Jailhouse Rock - So Glad You're Mine - Blue Suede Shoes                                 | - Je dois m'en aller di Niagara                                                                                         |
| 2010-2011 | - Waltz: C'était Salement Romantique di Cœur de pirate | - A Fuego Lento di Horacio Salgan - Rapsodia de Anabal di José Libatella                                          | |

## Palmarès

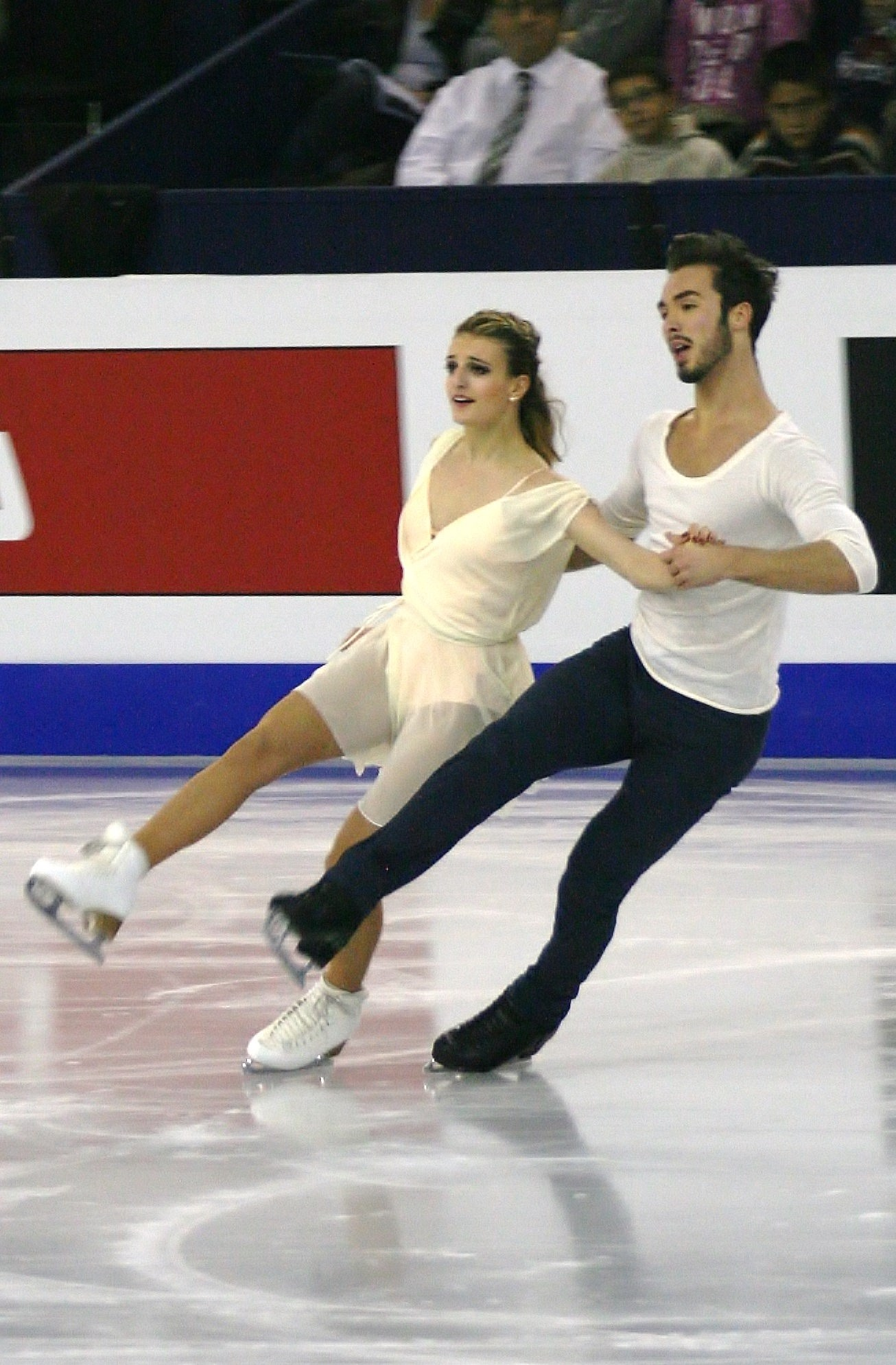
Cizeron con Papadakis durante la Finale Grand Prix 2014-15

(con Papadakis)
| Risultati | Risultati      | Risultati      | Risultati      | Risultati      | Risultati      | Risultati      | Risultati      | Risultati      | Risultati      | Risultati      | Risultati      | Risultati      | Risultati      | Risultati      |
| Internazionali | Internazionali | Internazionali | Internazionali | Internazionali | Internazionali | Internazionali | Internazionali | Internazionali | Internazionali | Internazionali | Internazionali | Internazionali | Internazionali | Internazionali |
| Evento | 2008–09        | 2009–10        | 2010–11        | 2011–12        | 2012–13        | 2013–14        | 2014–15        | 2015-16        | 2016-17        | 2017-18        | 2018-19        | 2019-20        | 2020-21        | 2021-22        |
| --- | -------------- | -------------- | -------------- | -------------- | -------------- | -------------- | -------------- | -------------- | -------------- | -------------- | -------------- | -------------- | -------------- | -------------- |
| Giochi olimpici |                |                |                |                |                |                |                |                |                | 2º             |                |                |                | 1º             |
| Campionati mondiali |                |                |                |                |                | 13º            | 1º             | 1º             | 2º             | 1º             | 1º             |                | R              | 1º             |
| Campionati europei |                |                |                |                |                | 15º            | 1º             | 1º             | 1º             | 1º             | 1º             | 2º             | C              | R              |
| GP Finale |                |                |                |                |                |                | 3º             |                | 2º             | 1º             |                | 1º             |                | C              |
| GP Cup of China |                |                |                |                |                |                | 1º             |                |                | 1º             |                |                |                | C              |
| GP d'Italia |                |                |                |                |                |                |                |                |                |                |                |                |                | 1º             |
| GP NHK Trophy |                |                |                |                |                |                |                |                | 2º             |                |                | 1º             |                |                |
| GP Rostelecom Cup |                |                |                |                |                | 7º             |                |                |                |                |                |                |                |                |
| GP Trophée de France |                |                |                |                |                | 5º             | 1º             |                | 1º             | 1º             | 1º             | 1º             | C              | 1º             |
| CS Autumn Classic |                |                |                |                |                |                | 1º             |                |                |                |                |                |                | R              |
| CS Finlandia Trophy |                |                |                |                |                |                |                |                |                | 1º             |                |                |                | 1º             |
| Coppa di Nizza |                |                |                |                |                | 1º             |                |                |                |                |                |                |                |                |
| Golden Spin of Zagreb |                |                |                |                |                | 4º             |                |                |                |                |                |                |                |                |
| Internazionali: categoria Junior |                |                |                |                |                |                |                |                |                |                |                |                |                |                |
| Campionati mondiali |                | 22º            | 12º            | 5º             | 2º             |                |                |                |                |                |                |                |                |                |
| JGP Finale |                |                |                |                | 2º             |                |                |                |                |                |                |                |                |                |
| JGP Austria |                |                | 3º             |                | 1º             |                |                |                |                |                |                |                |                |                |
| JGP Estonia |                |                |                | 4º             |                |                |                |                |                |                |                |                |                |                |
| JGP Francia |                |                | 4º             |                | 1º             |                |                |                |                |                |                |                |                |                |
| JGP Polonia |                |                |                | 4º             |                |                |                |                |                |                |                |                |                |                |
| JPG USA |                | 15º            |                |                |                |                |                |                |                |                |                |                |                |                |
| International Trophy of Lyon |                |                | 1º             | 1º             | 1º             |                |                |                |                |                |                |                |                |                |
| NRW Trophy |                |                |                |                | 2º             |                |                |                |                |                |                |                |                |                |
| Santa Claus Cup | 3º (Novizi)    |                |                | 2º             |                |                |                |                |                |                |                |                |                |                |
| Nazionali |                |                |                |                |                |                |                |                |                |                |                |                |                |                |
| Campionati francesi |                |                |                |                |                | 2º             | 1º             | 1º             | 1º             | 1º             | 1º             | 1º             | R              | 1º             |
| Team events |                |                |                |                |                |                |                |                |                |                |                |                |                |                |
| World Team Trophy |                |                |                |                |                |                | 6º T (2º P)    |                |                |                | 4º T (1º P)    |                |                |                |
| CS = Challenger Series; GP = Grand Prix; JGP = Junior Grand Prix; R = Ritirato; C = Evento cancellato; T = risultato squadra; P = risultato personale |                |                |                |                |                |                |                |                |                |                |                |                |                |                |